# Komitet Nauk Weterynaryjnych PAN
Komitet Nauk Weterynaryjnych Polskiej Akademii Nauk – powołany w 1956 r. Na czele Komitetu stoi jego Przewodniczący. 
Przewodniczący: prof. dr hab. n. wet. dr h.c. Włodzimierz Kluciński
Zastępcy Przewodniczącego:
- 1. prof. dr hab. Zbigniew Grądzki - Uniwersytet Przyrodniczy, Lublin
- 2. prof. dr hab. Jerzy Jaroszewski - Uniwersytet Warmińsko-Mazurski, Olsztyn
- 3. prof. dr hab. Jacek Kuźmak - Państwowy Instytut Weterynaryjny - PIB, Puławy
- 4. prof. dr hab. Jan Twardoń - Uniwersytet Przyrodniczy, Wrocław

Zakres działania Komitetu obejmuje problematykę rozwoju nauk weterynaryjnych obejmujących dyscypliny, które można ująć w grupy: 
W przeszłości stanowisko przewodniczącego KNW PAN sprawowali:
- Aleksander Zakrzewski (1954-1956, Przewodniczący Komisji Weterynarii przy Komitecie Nauk Rolniczych PAN)
- Józef Kulczycki (1957-1968)
- Abdon Stryszak (1969-1977)
- Tadeusz Garbuliński (1978-1989)
- Wiesław Barej (1990-2000)
- Zdzisław Gliński (2001-2002)
- Włodzimierz Kluciński (2003-)

Podstawowe
- morfologia
- biochemia
- fizjologia

Przedkliniczne
- mikrobiologia
- farmakologia
- parazytologia
- patologia
- dietetyka
- immunologia

Kliniczne
- choroby wewnętrzne
- choroby zakaźne
- chirurgia
- położnictwo

Nauki o higienie żywności i toksykologia